# Babiana toximontana
Babiana toximontana är en irisväxtart som beskrevs av John Charles Manning och Peter Goldblatt. Babiana toximontana ingår i släktet Babiana och familjen irisväxter. Inga underarter finns listade i Catalogue of Life.